# Francis Schnadhorst
Francis Schnadhorst (24 août 1840 - 2 janvier 1900) est un drapier de Birmingham et un homme politique du Parti libéral anglais. Il est brièvement élu au conseil de Birmingham, mais est connu pour son rôle dans l'organisation politique et l'administration, à la fois dans sa ville natale en tant que secrétaire de la très réussie Association libérale de Birmingham à partir de 1867 à 1884, et à l'échelle nationale en tant que secrétaire de la nouvelle Fédération nationale libérale de 1877 à 1893. Il est décrit comme «le drapier à lunettes, jaunâtre et sombre» de Birmingham qui, en peu de temps, s'est imposé par le biais du caucus libéral de Birmingham comme l'un des organisateurs les plus brillants du pays .

## Famille et éducation
Francis Schnadhorst est le fils d'un drapier et bonnetier d'origine allemande  qui fait des affaires à Bull Street, Birmingham . Son père meurt quand il est très jeune et il est élevé par sa mère et son grand-père paternel qui possèdent une entreprise de couture à Moor Street . Il fait ses études à la King Edward's School de Birmingham .

## Carrière
Lorsque Schnadhorst a seize ans, son grand-père meurt et Francis reprend l'entreprise familiale . Cependant, comme beaucoup de commerçants victoriens et d'ardents non-conformistes, il est vivement intéressé à améliorer sa vie et celle de sa ville. Il s'implique dans la vie civique de Birmingham. Il est secrétaire du Central Nonconformist Committee mis en place à Birmingham pour s'opposer à l'influence de l'Église anglicane dans l'éducation . Il est également un membre actif d'un certain nombre de sociétés d'amélioration civique et locale de Birmingham. Grâce à ces groupes et au lien étroit entre la non-conformité, l'entraide et le libéralisme, Schnadhorst est entraîné dans l'activité politique du Parti libéral .

## Politique

### Birmingham
Avant la fin du XIXe siècle, la défense de la réforme par le parti libéral a créé à Birmingham un modèle de gouvernement civique. La loi de redistribution de 1885 créé sept circonscriptions uninominales, doublant ainsi la représentation de Birmingham au Parlement. Un décret royal reconnait la corporation de la ville de Birmingham en 1889 et le premier lord-maire est élu en 1896 . Le Parti libéral local est contraint de repenser sa structure en réponse à cette expansion civique et en prévision des électeurs supplémentaires créé par la Loi de réforme de 1867. L'Association libérale de Birmingham est créée en 1865 et radicalement réorganisée par son secrétaire, William Harris, en 1868 : Schnadhorst succède à Harris comme secrétaire en 1873 . L'adhésion est ouverte à toute personne capable de payer la cotisation annuelle d'un shilling, ce qui signifie que la participation politique n'est plus l'apanage des classes dirigeantes traditionnelles. En 1868, l'Association compte 400 membres, mais en 1886, elle est connue sous le nom de "Deux Mille". Son existence permet aux libéraux de lutter plus efficacement et avec plus de succès dans les élections générales, municipales et scolaires. Cette structure de parti est ce qui devient par la suite connu, à la fois localement et nationalement, sous le nom de Caucus libéral - un nom initialement inventé par les détracteurs comme un terme d'abus, mais ensuite adopté par les libéraux eux-mêmes.
Schnadhorst s'implique pour la première fois dans l'activité politique lors des élections de Birmingham de 1867 lorsqu'il joue les rôles de vice-président et de secrétaire du comité libéral du quartier St. George. Il est lui-même brièvement membre du Council for St Mary's Ward en 1872, mais est plus efficace en tant que secrétaire de l'Association libérale de Birmingham à partir de 1873 . Les libéraux ont déjà remporté des succès électoraux à Birmingham, notamment aux élections générales de 1868, mais Schnadhorst renforce l'organisation du parti pour évincer les majorités conservatrice et anglicane du conseil municipal et du conseil scolaire . Joseph Chamberlain assure la direction politique pour faire de Birmingham la capitale socialiste "du gaz et de l'eau" de la vie civique victorienne, mais dans les coulisses, Schnadhorst est "le génie organisateur de l'association de Birmingham" .

### Candidature parlementaire
Avant les élections générales de 1885, Schnadhorst est invité à se présenter à deux sièges de Birmingham, Sud et Est, qui sont tous deux remportés par la suite par les libéraux. Cependant, il ne souhaite pas entrer au Parlement. Il dit qu'il sent qu'il pourrait mieux promouvoir la cause du libéralisme grâce à son travail administratif pour le parti. En 1890, il refuse également l'offre d'un siège à Newcastle-under-Lyme, mais à cette époque, sa santé se détériore; il a déjà dû s'absenter du travail sur avis médical et a entrepris un voyage de vacances en Australie quelques années plus tôt.

### Fédération nationale libérale
En 1877, avec Joseph Chamberlain et William Harris, Schnadhorst joue un rôle déterminant dans la création de la Fédération nationale libérale (NLF) et en devient le premier secrétaire (avec Chamberlain et Harris comme présidents). La Fédération, qui est créée à des fins éducatives et de propagande et coordonne le travail de plusieurs centaines d'associations libérales en Angleterre et au Pays de Galles, devenant une grande force politique et est en grande partie responsable des victoires libérales de 1880, 1885 et 1892. En reconnaissance de ses services au Parti libéral, Schnadhorst reçoit 10 000 guinées et une allocution lors d'un banquet en 1887, à la suite du transfert de la Fédération nationale libérale de Birmingham à Londres. La formation du NLF est le développement le plus important dans l'organisation du Parti libéral après les élections générales de 1874 qui voient les libéraux perdre le pouvoir et Benjamin Disraeli revenir au numéro 10 Downing Street. Le NLF tient une conférence annuelle qui est considérée comme représentative de l'opinion de la base du parti. Chamberlain la décrit comme "un Parlement vraiment libéral ... élu au suffrage universel et soucieux d'une répartition équitable du pouvoir politique" .

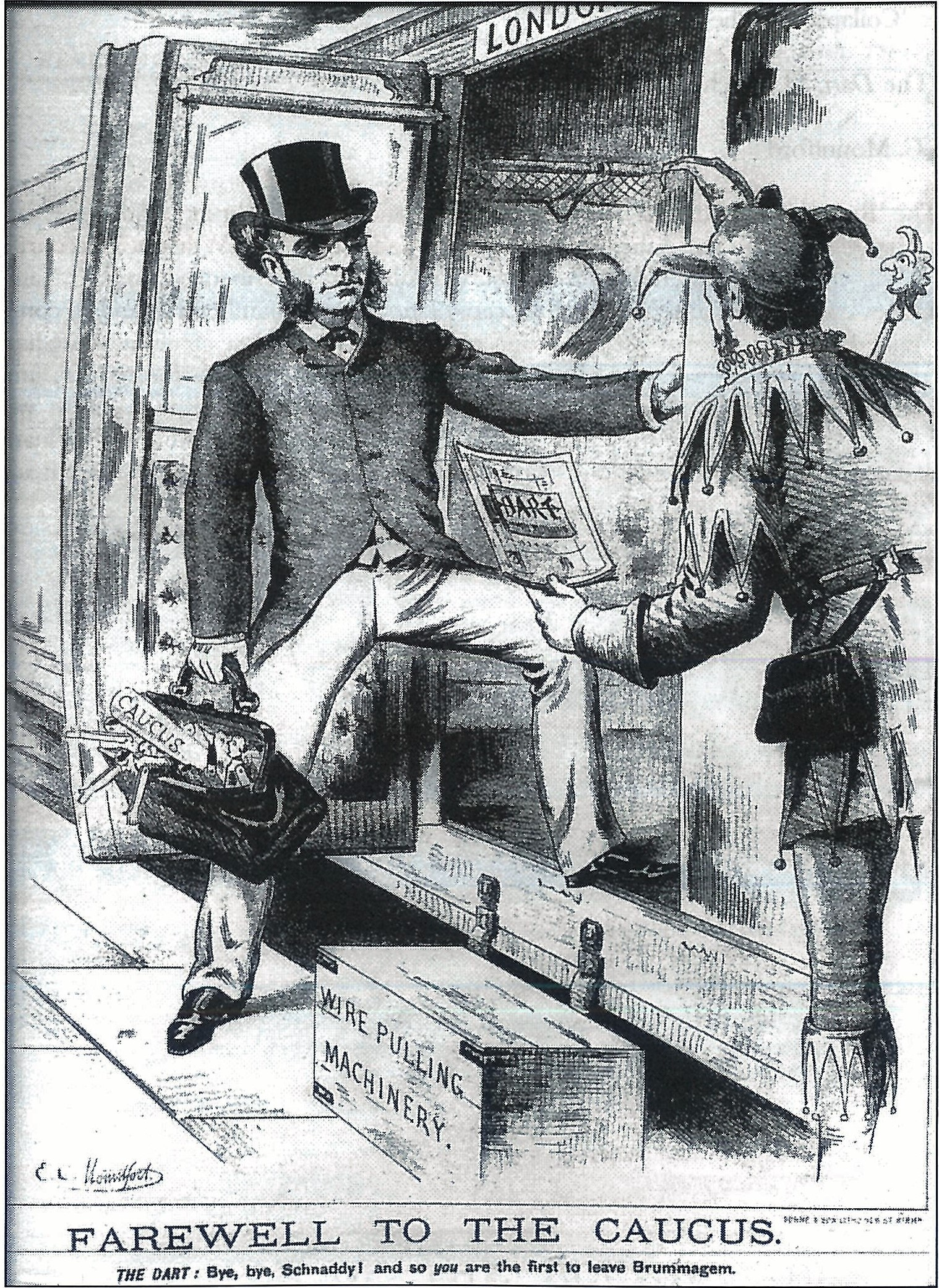
"Adieu au caucus": caricature de 1886 de Schnadhorst quittant Birmingham dans un train à destination de Londres, à la suite de la scission du Parti libéral au sujet du Home Rule irlandais.

En 1884, Schnadhorst démissionne de son poste de secrétaire de l'Association libérale de Birmingham pour se consacrer à plein temps au NLF. En tant que secrétaire, il est le lien entre la direction et les associations de circonscription et donc la figure clé de la reconstruction du parti après la scission autour du Home Rule irlandais et la défection des unionistes libéraux. L'une des tâches de Schnadhorst est de fournir des orateurs qui attireraient les foules lors des rassemblements libéraux  et c'est William Ewart Gladstone qui s'adresse à la réunion inaugurale du NLF à Bingley Hall, Birmingham en 1877. Schnadhorst garde le NLF pour Gladstone plutôt que Chamberlain en 1886, lorsque le parti se divise sur la question de l'autonomie irlandaise et Birmingham suit Chamberlain dans le giron unioniste libéral. Il réorganise le NLF pour la rendre plus réactive aux besoins des associations locales, encourageant ainsi les affiliations. En 1886, il accepte également de devenir secrétaire de l'Association centrale libérale  et révolutionne la conduite des élections de l'Association, les améliorations se traduisant par une série de résultats favorables aux élections partielles à la fin des années 1880 .

### Association centrale libérale
Le 21 février 1860, vingt députés libéraux forment l'Association d'inscription libérale pour promouvoir la coopération générale entre les députés et aider au processus d'inscription des électeurs dans les circonscriptions où les libéraux ne sont pas bien organisés . Il change son nom en Association centrale libérale en 1874 et remodèle sa structure et son objectif pour devenir le "moyen central de communication avec et entre le Parti dans tout le royaume en aide et en relation avec l'organisation locale". Le président de la LCA est à l'origine le chef des députés libéraux, mais à la fin du XIXe siècle, c'est le whip en chef libéral. À mesure que le XIXe siècle avance, le rôle de la LCA passe de celui d'une association de membres à celui d'un bureau des whips libéraux. Il met les associations libérales locales en contact avec des candidats potentiels et accorde des subventions pour aider aux élections. Il n'a aucun rôle politique, mais les partisans de diverses factions au sein du parti tentent de s'emparer des postes de la LCA de temps en temps, notamment dans les dissensions au sein du parti à propos de l'Impérialisme .

### Démission
Schnadhorst occupe d'autres fonctions publiques, présidant des réunions et des rassemblements libéraux et en relation avec des campagnes et des causes promues par le Parti libéral. Par exemple, il est élu l'un des vice-présidents de la Free Land League en 1886 . Cependant, il démissionne de tous ses postes au parti en 1893  presque certainement en raison d'une santé déclinante, même s'il n'a encore que 53 ans.

## Mauvaise santé et décès
Schnadhorst meurt au Priory Hospital, décrit dans la terminologie de l'époque comme un asile d'aliénés, à Roehampton le 2 janvier 1900. Sa santé déclinait depuis le début des années 1890 . En 1894, il souffre d'une dépression  conduisant à des années de maladie. En décembre 1899, il est alité et ne s'en remet jamais. Il souffre également de plus en plus de surdité en vieillissant . Ses funérailles ont lieu au cimetière de Putney le 6 janvier 1900 .

## Vie privée
Schnadhorst est marié à Mary Anne Thomas (1845/6–1912), fille d'Edward Thomas, un marchand de provisions de Birmingham. Le couple a deux fils et une fille . Leur plus jeune fils, Frank Gladstone Schnadhorst  se porte volontaire pour combattre dans la seconde guerre des Boers avec les Fighting Scouts de Kitchener  et atteint le grade de lieutenant . Il est blessé au combat près de Heilbron, dans la colonie de la rivière Orange et meurt des suites de ses blessures le 22 octobre 1901 à l'âge de 21 ans .
Le frère de Francis, Edward Schnadhorst, est un ministre congrégationaliste de l'est de Londres qui se présente à plusieurs reprises comme libéral aux élections au London School Board .